# Папчино (Сумская область)
Папчино (укр. Папчине; до 2025 года — Папкино) — село,
Быстрикский сельский совет,
Конотопский район,
Сумская область,
Украина.
Код КОАТУУ — 5922681705. Население по переписи 2001 года составляло 12 человек.

## Географическое положение
Село Папкино находится на правом берегу реки Реть,
выше по течению на расстоянии в 0,5 км расположено село Марухи,
ниже по течению на расстоянии в 1,5 км расположено село Ретик,
на противоположном берегу — село Быстрик.
К селу примыкает большой лесной массив (сосна).
Рядом проходит автомобильная дорога М-02 (E 101).